# Łacha (dopływ Baryczy)
Łacha – rzeka w zachodniej Polsce, lewy dopływ Baryczy.
Bieg rozpoczyna na wzgórzach Padół Pełczyński na północ od Pełczyna, a kończy na południe od Wąsosza.
Do lat 60. XX w. w stanie naturalnym, później zmeliorowana. W dolinie Łachy znajduje się obszar Natura 2000 Dolina Łachy (PLH020003) o powierzchni ponad 991 ha, a także kilka społecznych rezerwatów przyrody Fundacji Przyrodniczej “pro Natura”. W jednym z nich, "Ruskie Łąki" jest stanowisko reintrodukowanej populacji susła moręgowanego.